# Санди (Пенсилванија)
Санди (енгл. Sandy) насељено је место без административног статуса у америчкој савезној држави Пенсилванија.

## Демографија
По попису из 2010. године број становника је 1.429, што је 258 (-15,3%) становника мање него 2000. године.
| Група             | 2000.         | 2010.         |
| Белци             | 1.651 (97,9%) | 1.392 (97,4%) |
| Афроамериканци    | 6 (0,4%)      | 10 (0,7%)     |
| Азијати           | 14 (0,8%)     | 6 (0,4%)      |
| Хиспаноамериканци | 3 (0,2%)      | 10 (0,7%)     |
| Укупно            | 1.687         | 1.429         |